# Krojaška mišica
Krojaška mišica (latinsko musculus sartorius) je najdaljša mišica v telesu. Ime mišice izhaja iz latinske besede sarciro - krojiti.
Izvira s sprednjega zgornjega trna črevnice (spina iliaca anterior superior) in poteka prek kolčnega sklepa spredaj, prek kolenskega sklepa pa malo za njegovo frontalno osjo. Kitasto se pripne na medialni kondil golenice in na tem mestu s sloko in polkitasto mišico oblikuje gosjo nožico (pes anserinus). Med tetivami mišic se nahaja burza krojaške mišice (bursa subtendinea musculi sartorii). Predstavlja tudi lateralni rob femoralnega trikotnika (trigonum femorale), v katerem potekajo femoralna arterija in vena ter femoralni živec.
Zaradi značilnega poteka je fleksor kolčnega in kolenskega sklepa ter rotator kolčnega sklepa navzven in kolenskega sklepa navznoter.
Oživčuje jo femoralni živec (L1 do L3).

## Anatomske različice
Tetiva mišice se lahko narašča na stegensko fascijo (fascia lata) ali ovojnico kolenskega sklepa. Mišica je lahko razdeljena tudi na dva dela, pri čemer se en del narašča na stegensko fascijo, stegnenico, pogačični ligament ali tetivo polkitaste mišice. V zelo redkih primerih je lahko mišica odsotna.

## Patologija
Zaradi preobremenjenosti pogosto pride do vnetja burze krojaške mišice pri atletih, kar se odraža kot bolečina, oteklina in občutljivost na medialni strani kolena.